# Сен-Лоран (Крёз)
Сен-Лора́н (фр. Saint-Laurent) — коммуна во Франции, находится в регионе Лимузен. Департамент коммуны — Крёз. Входит в состав кантона Гере-Юго-Восточный. Округ коммуны — Гере.
Код INSEE коммуны — 23206.

## Население
Население коммуны на 2010 год составляло 646 человек.
| 1962 | 1968 | 1975 | 1982 | 1990 | 1999 | 2010 |
| ---- | ---- | ---- | ---- | ---- | ---- | ---- |
| 426  | 462  | 425  | 493  | 478  | 539  | 646  |

## Экономика
В 2010 году среди 424 человек трудоспособного возраста (15—64 лет) 333 были экономически активными, 91 — неактивными (показатель активности — 78,5 %, в 1999 году было 73,8 %). Из 333 активных жителей работали 314 человек (158 мужчин и 156 женщин), безработных было 19 (10 мужчин и 9 женщин). Среди 91 неактивных 28 человек были учениками или студентами, 46 — пенсионерами, 17 были неактивными по другим причинам.